# Torre de David

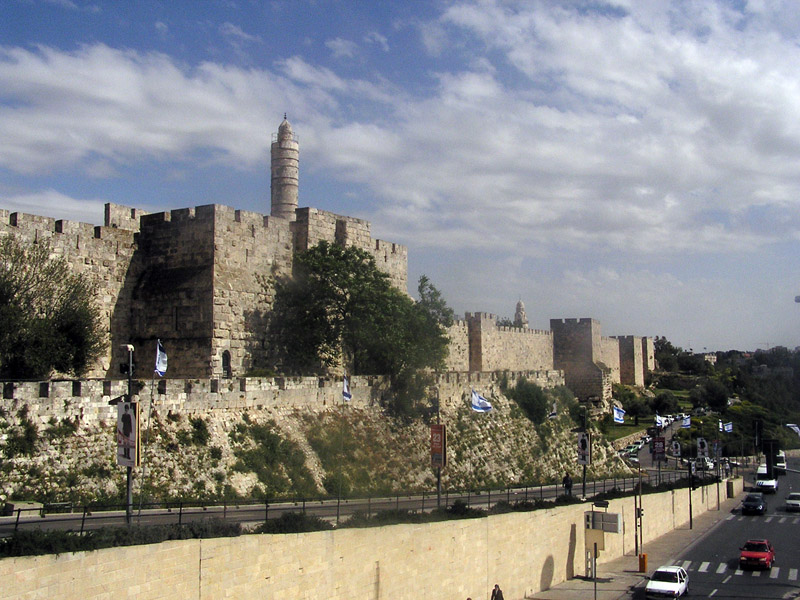
La Torre de David y sus fortificaciones.

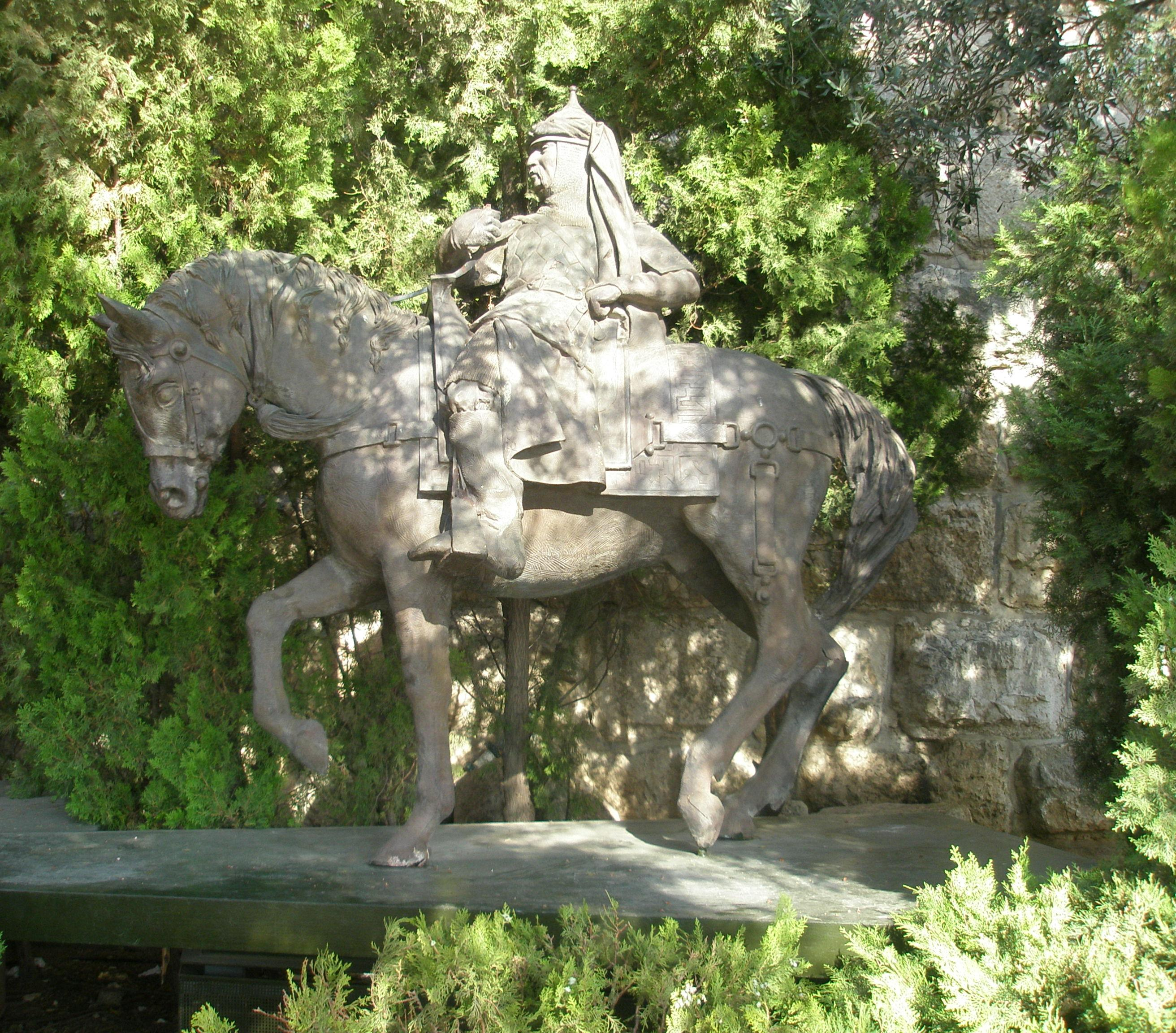
Estatua de Saladino en Jerusalén, delante de la ciudadela de David.

La Torre de David (en hebreo: מגדל דוד, árabe: برج داود) es una antigua ciudadela en el Barrio Armenio de la Ciudad Vieja de Jerusalén. Se encuentra junto a la puerta de Jaffa.
Su construcción tuvo como objetivo paliar uno de los puntos débiles de las defensa de la Ciudad Vieja y se construyó en el siglo II a. C., si bien ha sido destruida y reconstruida en varias ocasiones por los regidores de Jerusalén: cristianos, musulmanes, mamelucos y otomanos.
El lugar alberga importantes restos arqueológicos y es sitio de acontecimientos públicos como exposiciones de artesanía y conciertos.

## Historia
Durante el siglo II, la Ciudad Vieja se expandió en el llamado Cerro del Oeste. Este 773 metros de altura, prominencia, que comprende los barrios Armenio y Judío modernos, así como el monte Sion, estaba limitada por valles profundos en todos los lados a excepción de su extremo noroeste. Después de las construcciones iniciales del rey David y su hijo, el legendario rey Salomón, el rey Ezequías pudo haber sido el primero en fortificar específicamente esta área. Siglos más tarde, los reyes asmoneos rodearon el área con una impresionante muralla y grandes torres de vigilancia, que el historiador Flavio Josefo (siglo I) se refiere como la primera pared.
Herodes I el Grande, que asumió el poder tras la caída de la dinastía asmonéa, agregó tres enormes torres a las fortificaciones en los años 37-34 antes de Cristo. Las construyó en la vulnerable esquina noroeste de la colina occidental, donde ahora se encuentra la Torre de David. Su propósito era no sólo para defender la ciudad, sino que también para salvaguardar su propio palacio real situado en las inmediaciones del monte de Sion. Herodes nombró a la más alta de las torres, de 145 pies de altura, 'Fasael' en memoria de su hermano que se había suicidado. Otra torre le llamó 'Mariamme', el nombre de su segunda esposa, a quien había ejecutado y enterrado en una cueva al oeste de la torre. Llamó a la tercera torre 'Hípico' por uno de sus amigos a quien tenía mucho aprecio. 
Después de la destrucción de Jerusalén por los romanos en el año 70, el lugar sirvió como cuartel para las tropas romanas; y cuando el Imperio Romano adoptó el cristianismo como las religión del imperio en el siglo IV; luego una comunidad de monjes se estableció en la ciudadela.
Después de la conquista llevada a cabo por los árabes sobre la ciudad de Jerusalén en el año 638, las nuevas reglas musulmanas reinaron en la ciudadela. Esta poderosa estructura soportó el asalto de las Cruzados en 1099, y fue derrotada solamente cuando sus defensores consiguieron una salida segura de la ciudad.
En el periodo de los Cruzados, miles de peregrinos utilizaron el puerto de Jaffa para peregrinar a Jerusalén; los Cruzados les dieron protección de asaltos construyendo una torre con una fosa en lo alto de la ciudadela y puso observadores para custodiar el camino a Jaffa. La ciudadela fue sede para los reyes cruzados que se situaron en Jerusalén.
En 1187, el Sultán Saladino se apoderó de la ciudad. Los mamelucos la destruyeron en el año 1260 y luego fue reconstruida; la ciudadela recibió reconstrucción por los otomanos en 1537 y 1541 quienes diseñaron una gran puerta. Por 400 años la ciudadela fue utilizada por las tropas turcas como guarnición y los otomanos también instalaron una mezquita en el lugar y se añadió el minarete, que sigue en pie hoy en día. Fue durante este tiempo que el complejo comenzó a ser aceptado como la "Torre de David", en honor al fundador-rey de Jerusalén.